# 京东外卖
京东外卖是中国电商巨头京东集团于2025年2月11日正式推出的即时餐饮配送服务，将自身定位为品质堂食品牌的配送平台。根据官方“京东黑板报”公众号，大量连锁餐饮品牌于该日开启招募，入驻商家可获2025年5月1日前全年免佣金的优惠。
该服务并无独立 App 或小程序，而是整合至京东主应用首页的“秒送”版块中，需要通过这一入口访问外卖页面。外卖订单的配送由达达秒送团队承担，该团队正是京东集团旗下本地即时配送平台。

## 发展历程
早在2015年4月，京东将旗下名为“拍到家”的O2O服务更名为“京东到家”，正式上线社区超市和生鲜配送服务，强调“2小时送达”并逐步覆盖包括北京、上海、广州等11个主要城市，标志其向高频生活服务领域拓展的重要节点。次年4月，京东将京东到家与众包物流平台达达合并，合并后的公司继续维护两个品牌，达达快送成为京东旗下的主要即时配送平台，强化了“商流+物流”的服务生态，为增强最后一公里配送能力提供了制度保障。根据达达官方数据，截至2020年第一季度，其业务已覆盖2400多个县区市。
进入2020年代，随着即时零售和外卖市场同时扩大的趋势，京东进一步完善自身业务布局。据中新华网报道，2022年6月京东零售CEO辛利军首次表示，京东正在评估进军外卖领域的可行性，认为是否进入取决于平台的综合实力与团队配备。随后，京东持续推进内部资源整合：2023年，达达平台全面接入京东“小时购”系统，实现物流与门店数据体系的融合；到2024年中，京东将“京东到家”与“京东小时达”统一升级为“京东秒送”，同时将“达达快送”更新命名为“达达秒送”，进一步统一配送品牌和运营结构。
2024年5月起，京东逐步在“京东秒送”应用中上线外卖入口，提供咖啡、奶茶与连锁快餐等品类的配送服务，并以补贴吸引用户体验。同年9月，京东通过收购沃尔玛持有的达达股份，将持股比例提升至63.2%，进一步巩固其在即时零售配送领域的影响力。
2025年初，京东宣布拟私有化达达集团，随后于2月11日正式上线“京东外卖”服务，启动商家招募，并承诺在5月1日前入驻的“品质堂食餐厅”全年免佣金。上线初期，平台同步推出覆盖用户与骑手的激励与保障政策，包括在全国39座城市推广服务，吸引大量商家申请入驻。
在骑手政策方面，京东外卖于2月中旬开始为全职骑手缴纳五险一金，并表示将为兼职骑手提供意外险与医疗险，并在3月与首批全职骑手签署正式劳动合同。平台提出“同工同酬”目标，成为中国外卖行业中率先全面推行正式用工与社保缴纳的平台之一。
截至2025年3月中旬，京东外卖服务已扩展至全国126个城市，累计入驻餐饮门店数量达30万家，全职骑手突破万人。平台还在相关政府部门的指导下发起倡议，呼吁加强对新就业形态劳动者的权益保障。
随后，京东外卖上线“百亿补贴”计划，意图通过价格策略进一步扩大市场份额。2025年4月中旬，其日订单量已超过500万单，并宣布计划再招募不低于5万名全职骑手。
2025年7月20日，京东旗下负责外卖经营的七鲜小厨首家门店在北京东城区长保大厦一层开业。店铺通过透明厨房现炒现做，并提供外卖和自提两种服务，单点价格在补贴后介于10元至20元不等。

## 与美团的“外卖战争”
2025年4月12日，美团本地生活CEO王莆中在知乎上回应京东外卖，其对京东外卖进行了4点点评，并附达达数据造假的相关事件新闻。4月15日，美团发布即时零售品牌‘美团闪购’，宣传视频中使用与京东卡通狗Logo相似的白狗形象，并提及‘你的东东再等等’，被外界解读为对京东的暗讽。2小时后，“京东黑板报”发文回应，介绍京东‘自营秒送’业务及订单量数据，并引用刘强东2024年内部讲话，表示京东外卖的利润控制原则，宣明对行业佣金水平的态度。

## 组织架构
京东外卖业务的整体战略由京东高层主导，具体由京东零售CEO许冉与达达集团董事会主席郭庆共同牵头决策；业务层面的执行则由达达秒送负责，主要由原美团高管杨文杰主管，重点推进即时配送环节。在用工管理方面，全职骑手与京东直接签约，享有底薪与提成相结合的薪酬结构，并按规定缴纳五险一金；而兼职骑手则通过达达众包平台进行管理，仅提供商业保险，按单结算酬劳。

## 外部連結
- 官方网站